# Múhúb Gazúání
Maúhúb el-Gazúání (arabul: موهوب الغزواني); (Hay Mohammadi, 1948 –) marokkói válogatott labdarúgó.

## Pályafutása

### Klubcsapatban
1969 és 1973 között a FAR Rabat csapatában játszott. 

### A válogatottban
A marokkói válogatott tagjaként részt vett az 1970-es világbajnokságon, az 1972. évi nyári olimpiai játékokon és az 1972-es Afrika-kupán.
Az 1970-es világbajnokságon gólt szerzett a Bulgária elleni csoportmérkőzésen, amivel beállította az 1–1-es végeredményt. Ez volt az első alkalom, hogy afrikai csapat nem szenvedett vereséget a világbajnokságon.

## Sikerei
FAR Rabat
- Marokkói bajnok (1): 1969–70